# 国鉄タキ14700形貨車
国鉄タキ14700形貨車（こくてつタキ14700がたかしゃ）は、かつて日本国有鉄道（国鉄）及び1987年（昭和62年）4月の国鉄分割民営化後は日本貨物鉄道（JR貨物）に在籍した私有貨車（タンク車）である。

## 概要
本形式は、液化酸化エチレン専用の30t 積タンク車として1969年（昭和44年）2月18日から2000年（平成12年）11月にかけて17ロット39両（タキ14700 - タキ14738）が日本車輌製造、富士車輌、三菱重工業の3社にて製作された。
本形式の他に液化酸化エチレンを専用種別とする形式には、他に例がなく唯一の存在である。
落成時の所有者は、三井物産、日本触媒化学工業（平成3年以降の新造車は日本触媒）、日曹油化工業、石油荷役、日本石油輸送、三菱化学物流の6社である。
1978年（昭和53年）10月1日に三井物産所有車2両（タキ14700、タキ14704）は、石油荷役へ名義変更された。
1989年（平成元年）から1996年（平成8年）にかけて石油荷役所有車5両（タキ14721 - タキ14725）は関西化成品輸送、日本石油輸送へ、1991年（平成3年）に日本触媒化学工業所有車10両（タキ14711 - タキ14720）は日本触媒にそれぞれ名義変更された。
タンク体はステンレス鋼製で厚さ75mmのウレタン断熱材を巻き、薄鋼板製のキセ（外板）が設置された。
荷役方式はタンク上部にあるマンホール弁からの上入れ、上出し式である。
1979年（昭和54年）10月より化成品分類番号「毒燃(G)26・3」（毒性の物質、燃焼性の物質、高圧ガス、高圧ガス、毒性のあるもの、可燃性のもの）が標記された。専用種別の「液化酸化エチレン」は赤色、「毒」は黒色、「燃」は赤色、「(G)26・3」は白色でそれぞれ標記されている。
車体色はねずみ色1号（灰色）、寸法関係は全長は14,600mm、全幅は2,500mm、全高は3,876mm、台車中心間距離は10,500mm、自重は21.8t、換算両数は積車5.5、空車2.2である。台車は採用例が多くのTR41C、TR41D、TR41E-4、TR211F、TR216Aである。ロットによっては落成時から中古台車を採用した。
1987年（昭和62年）4月の国鉄分割民営化時には全車の車籍がJR貨物に継承され、JR化後も2000年（平成12年）まで製作され、1995年（平成7年）度末時点で25両（タキ14711 - タキ14735）が現存していたが、その後は輸送体系の変化（タンクコンテナの普及）により廃車が進み、2010年（平成22年）4月1日時点では1両が在籍している。

### 年度別製造数
各年度による製造会社と両数、所有者は次のとおりである。（所有者は落成時の社名）
- 昭和43年度 - 3両
  - 日本車輌製造 1両 三井物産（タキ14700）
  - 富士車輌 2両 日本触媒化学工業（タキ14701 - タキ14702）
- 昭和45年度 - 4両
  - 日本車輌製造 1両 日曹油化工業（タキ14703）
  - 日本車輌製造 1両 三井物産（タキ14704）
  - 三菱重工業 2両 日本触媒化学工業（タキ14705 - タキ14706）
- 昭和47年度 - 5両
  - 三菱重工業 5両 日本触媒化学工業（タキ14707 - タキ14711）
- 昭和48年度 - 1両
  - 三菱重工業 1両 日本触媒化学工業（タキ14712）
- 昭和49年度 - 2両
  - 三菱重工業 2両 日本触媒化学工業（タキ14713 - タキ14714）
- 昭和50年度 - 6両
  - 三菱重工業 6両 日本触媒化学工業（タキ14715 - タキ14720）
- 昭和52年度 - 2両
  - 日本車輌製造 2両 石油荷役（タキ14721 - タキ14722）
- 昭和53年度 - 1両
  - 日本車輌製造 1両 石油荷役（タキ14723）
- 昭和55年度 - 2両
  - 日本車輌製造 2両 石油荷役（タキ14724 - タキ14725）
- 昭和59年度 - 2両
  - 日本車輌製造 2両 日本石油輸送（タキ14726 - タキ14727）
- 平成3年度 - 1両
  - 日本車輌製造 1両 日本触媒（タキ14728）
- 平成4年度 - 3両
  - 日本車輌製造 3両 日本触媒（タキ14729 - タキ14731）
- 平成7年度 - 4両
  - 日本車輌製造 4両 日本触媒（タキ14732 - タキ14735）
- 平成8年度 - 2両
  - 日本車輌製造 2両 日本触媒（タキ14736 - タキ14737）
- 平成12年度 - 1両
  - 日本車輌製造 1両 三菱化学物流（タキ14738）